# Distrito electoral de Ozark
Ozark (en inglés: Ozark Precinct) es un distrito electoral ubicado en el condado de Johnson en el estado estadounidense de Illinois. En el Censo de 2010 tenía una población de 545 habitantes y una densidad poblacional de 11,41 personas por km².

## Geografía
Ozark se encuentra ubicado en las coordenadas 37°31′42″N 88°46′00″O / 37.52833, -88.76667. Según la Oficina del Censo de los Estados Unidos, Ozark tiene una superficie total de 47.76 km², de la cual 47.45 km² corresponden a tierra firme y (0.65%) 0.31 km² es agua.

## Demografía
Según el censo de 2010, había 545 personas residiendo en Ozark. La densidad de población era de 11,41 hab./km². De los 545 habitantes, Ozark estaba compuesto por el 96.7% blancos, el 0% eran afroamericanos, el 0% eran amerindios, el 0% eran asiáticos, el 0% eran isleños del Pacífico, el 1.83% eran de otras razas y el 1.47% pertenecían a dos o más razas. Del total de la población el 3.49% eran hispanos o latinos de cualquier raza.